# Kristin Cavallari
Kristin Elizabeth Cavallari (Denver, 5 gennaio 1987) è un'attrice e personaggio televisivo statunitense, famosa per la sua partecipazione ai reality Laguna Beach e The Hills.
Ha anche partecipato ad alcune puntate del telefilm Veronica Mars.

## Vita privata
Nell'aprile 2011 si fidanza con Jay Cutler, quarterback per i Chicago Bears nella National Football League. L'8 giugno 2013 i due si sposano a Nashville. Hanno tre figli: due maschi, Camden Jack (8 agosto 2012), Jaxon Wyatt (7 maggio 2014) e una femmina, Saylor James (23 novembre 2015). Nell’aprile del 2020 i due annunciano il divorzio.

## Filmografia

### Film
- Innocenti presenze (Fingerprints), regia di Harry Basil (2006)
- Wild Cherry , regia di Dana Lustig (2009)
- Niente regole: siamo al college (Van Wilder: Freshman Year), regia di Harvey Glazer (2009)

### Televisione
- Veronica Mars - serie TV, episodio 2x14 (2006)
- Cane - serie TV, episodio 1x04 (2007)
- CSI: NY - serie TV, episodio 5x11 (2008)
- The Middle - serie TV, episodio 2x15 (2011)

### Video Musicali
- For You I Will - Teddy Geiger (2006)
- In Love with a Girl - Gavin DeGraw (2008)

## Doppiatrici italiane
Nelle versioni in italiano delle opere in cui ha recitato, Kristin Cavallari è stata doppiata da:
- Letizia Ciampa in Niente regole: siamo al college
- Gilberta Crispino in The Middle